# 格里菲斯大学
格里菲斯大學（簡稱：格大），是澳大利亞昆士蘭州首府布里斯本市內的第3所公立綜合研究型學府，為澳大利亞創新研究大學聯盟（IRU-Australia）、亞太國際貿易研究聯盟（PACIBER）成員大學之一。2022年《泰晤士世界大學排名》與《上海交大學術排名》，格大被皆列為全球前300大。
格大現在擁有五個校區，橫跨3大城市，分別為黃金海岸校區（Gold Coast campus）、洛根校區（Logan campus）、內森校區（Nathan campus）、格拉瓦特山校區（Mount Gravatt campus）、南岸校區（South Bank campus）。2018年，格大成立了數位校區（Digital campus），並提供一系列線上學位。
格里菲斯大學商學院被公認為澳洲最好的商學院之一，2015年曾被《CEO Magazine》評為澳洲排名前6大的頂級商學院；《Financial Review BOSS Magazine》公布最有價值的MBA，將格里菲斯商學院評為澳洲第5大頂尖商學院。2021年《世界大學學術排名》，格里菲斯商學院（GBS）旅遊休閒管理項目名列全球第3大。
2012年，學生總數有37,787人；研究生人數7,108名，國際學生8,847人，教職人員3,563人。以學生數量觀之，該校目前為澳洲第九大的高等教育機構。

## 历史
格里菲斯大學的校名以昆士蘭州前任州長山謬·格里菲斯命之。在布里斯本市有4個校區，其中一個在黃金海岸。最先設址而且最大的是位於校總區－內森校區（Nathan），素以昆士蘭獨有的山林環境而聞名，地處繁榮的南郊卻為茂密的灌木和森林所包圍著。除了環山車道旁的人行道之外，尚有多條林間小徑通向山下的附屬體育中心。2004年以後，黃金海岸校區因奉准成立醫學院而躍為該校最大的校區。近年積極與亞洲國家締結姊妹校，使許多國際交換學生前往研讀。
格里菲斯大學有許多創新，例如：是澳洲第一個提供環境科學和亞洲研究學位的大學，商學院是澳洲第一所簽下聯合國責任管理原則教育的學術機構。州內第2所醫學院奉准設立於格里菲斯大學黃金海岸分校以後，對該校之財務健康、學術評鑑排名及遠景發展計劃如虎添翼。2006年起，學生總數突破30,000人。格里菲斯各校區內所附屬之健身中心、游泳池、學生課外團體、學子諮詢單位、二手書店、文教物品專賣店、咖啡館、餐廳、學生大會堂等育樂設施齊全。海外學生大多來自歐洲、亞洲和南美洲。
2007年政府研究資金（Australia Research Coucil）的分發中，格里菲斯大學獲得澳幣$5,025,230 。至於Learning and Teaching Performance Fund則有澳幣$500,000 。

## 學術發展
- 校總區－內森的強項包括有財經科系（銀行金融、行銷、國際貿易、企業管理、風險管理）、區域文化研究（亞洲太平洋、國際關係、語言學系）、環保科系（沿海環保、果蠅研究、生態觀光、海洋生物、野生動物研究）以及資訊科系（資訊管理、資訊系統學系）等。校址距離市中心約15公里。
- Gravatt山分校的強項有人文科系、教育科系、心理學系、犯罪學系、運動學系以及觀光學系等。校址與校總區僅相隔3公里，雙邊有區間免費巴士供學子往返。
- 洛根分校針對未來澳洲最需要的管理人才，設立了企業創新管理和媒體傳播科系。校址設於布里斯本
- 藝術學院（QCA）、音樂學院（QCGU）皆設於布里斯本南岸的中央商業區內，與昆士蘭科技大學、昆士蘭州政府、州議會和市政府僅一水之隔，在此有針對藝術和音樂所需之行銷、經營、教育、語言及創意設計等輔修課程，藝術和音樂兩大學院為全澳最佳學校。由於華納兄弟澳洲製片廠設於昆士蘭黃金海岸的「電影世界」遊樂園區（Movie World），而格里菲斯大學黃金海岸分校則是黃金海岸僅有的國立大學；由此利基，格里菲斯大學遂於QCA南岸校內斥資籌備全澳規模最大的攝影學系[20]，以利未來的發展。
- 黃金海岸分校為國際觀光勝地——黃金海岸（南港）之唯一國立大學校區；設有州內最完整的生態研究科系及企業管理、飯店行銷和餐飲管理等學系。格里菲斯大學的MBA有8年教育的歷史，許多亞裔、阿拉伯裔、當地居民均在該校攻讀學位。校內並設本州第二所醫學院，現為格里菲斯大學的最大校區。

## 學院
- 文學院（Faculty of Arts）
- 商學院（Griffith Business School）
- 教育學院（Faculty of Education）
- 工程暨資訊學院（Faculty of Engineering & Information Technology）
- 健康醫學院（Griffith Health）
- 法學院（Griffith Law School）
- 昆士蘭音樂學院
- 環境學院（Faculty of Environmental Sciences）
- 理學院（Faculty of Science）
- 昆士蘭藝術學院

## 格里菲斯商學院
格里菲斯商學院（Griffith Business School）簡稱「GBS」，原名「格里菲斯大學管理研究所」（Griffith University Graduate School of Management），校址位於昆士蘭州布里斯本和黃金海岸兩地；革新後，為澳大利亞東岸地區MBA辦學評價最高的商學院之一。主要教授企業管理碩士及學士與學士後等學位課程（postgraduate business programs），其教學品質2008年獲AACSB肯定。2019年，獲GMAA評為5星級，並列為澳洲排名第5大的頂尖商學院。2020年泰晤士世界大學領域排名，在「商業與經濟學」（Business and Economics），格里菲斯商學院被評為澳洲前8大頂級商學院，僅次於雪梨大學。
其下轄七大學系，分別為會計、金融暨經濟學系、工作關係學系、國際貿易暨亞洲研究學系、管理學系、市場行銷學系、政治暨公共政策學系和觀光、休閒、飯店暨體育管理學系。
課程分為五大類：學士學位課程、學士後學位課程、研究學位課程、進修教育課程、高階管理發展課程。

## 分校
- 黃金海岸 Gold Coast 分校
- 洛根 Logan 分校
- Gravatt山 Mt Gravatt 分校
- 內森 Nathan 校總區
- 昆士蘭音樂學院 Queensland Conservatorium (QCGU)
- 昆士蘭藝術學院 Queensland College of Art (QCA)

## 姊妹校

### 亞洲地區
- 中華民國：高雄醫學大學、國立台灣海洋大學、臺北醫學大學、佛教慈濟大學、長庚科技大學

## 知名校友
- 昆士蘭州貿易和天然資源、礦產與能源廳長
- 安德魯·弗雷澤（英语：Andrew Fraser (Queensland politician)） 昆士蘭州財政廳長[28]
- Peta-Kaye Croft（英语：Peta-Kaye Croft） 昆士蘭州議員
- Gary Hardgrave（英语：Gary Hardgrave） 前任聯邦議員（1996-2007）和霍華德內閣閣員
- 布雷特·馬森 聯邦上議員
- Justine Elliot（英语：Justine Elliot） 聯邦議員
- Julie Owens（英语：Julie Owens） 聯邦議員（音樂學院畢業生）
- 羅斯·瓦斯塔 前任聯邦議員（2004-2007）
- 斯蒂芬·布拉德伯里 奧運speed skater項目金牌得主 [29]
- 萨拉·卡里根 奧運自行車項目金牌得主[30]
- 香農·埃克斯坦（英语：Shannon Eckstein）, 2002年度鐵人比賽冠軍 [31]
- 莉比·特里克特 奧運游泳項目金牌得主[30]
- 鄭麗媛 南韓歌手／演員[32]
- Rajnesh Singh（英语：Rajnesh Singh）, 工程師企業家
- Karen Tso（英语：Karen Tso） 電視記者
- Barbara Vernon（英语：Barbara Vernon） 生育運動倡導者
- 大衛·弗農（英语：David Vernon (writer)） 作家
- 羅伯特·沃倫（英语：Robert Warren (musician)） 音樂家
- 鍾志亨 (澳門親中人士)
- Lucy Decoutere（英语：Lucy Decoutere） 退休女演員
- 尼克·武伊契奇 勵志演講人和基督教佈道家